# Hymn Wybrzeża Kości Słoniowej
L'Abidjanaise (Pieśń Abidżanu) – hymn państwowy Wybrzeża Kości Słoniowej.

## Historia
Hymn został przyjęty ustawą nr 60-207 z 27 lipca 1960 roku, co potwierdził zapis w art. 29 Konstytucji II Republiki Wybrzeża Kości Słoniowej. Autorami tekstu są  Pierre Marie Coty, Mathieu Ekra, Joachim Bony. Muzykę skomponowali Pierre Marie Coty i Pierre Michel Pango.

## Wykonywanie hymnu
Podczas wykonywania hymnu narodowego należy przyjąć postawę stojącą, na baczność, zwrócić się w kierunku flagi Wybrzeża Kości Słoniowej. Głowa powinna być podniesiona, a wzrok powinien podążać za flagą, która się wznosi. Wojskowi przy pierwszych dźwiękach hymnu salutują. 

## Tekst
Salut ô terre d'espérance;
Pays de l'hospitalité.
Tes légions remplies de vaillance
Ont relevé ta dignité.
Tes fils, chère Côte d'Ivoire,
Fiers artisans de ta grandeur,
Tous rassemblés pour ta gloire
Te bâtiront dans le bonheur.
Fiers Ivoiriens, le pays nous appelle.
Si nous avons dans la paix ramené la liberté,
Notre devoir sera d'être un modèle
De l'espérance promise à l'humanité,
En forgeant, unie dans la foi nouvelle,
La patrie de la vraie fraternité.